# 朱誥
朱誥（1554年—1601年），字巽甫，號清泠，河南南陽中護衛人，軍籍，明朝政治人物。

## 生平
萬曆七年（1579年）舉己卯科河南鄉試第五十名，萬曆十一年癸未科會試三百三十八名，未殿试，十四年（1586年）丙戌科登三甲第一百七十七名進士。刑部观政。十六年十一月授直隶東明知縣，十七年四月調邢台县，二十年入为户部主事，二十三年调任兵部车驾司主事。二十四年丁憂，二十七年補原职，本年升员外郎，二十八年升郎中，二十九年辛丑卒。

## 家族
曾祖朱岳；祖父朱紀；父朱善，號近溪，曾任壽官。母王氏；繼母謝氏。具庆下。弟朱諭（引禮官）、朱詔。